# Лагоріо Євген Олександрович
Євге́н Олекса́ндрович Лаго́ріо (рос. дореф. Евгеній Александровичъ Лагоріо; нар. 1843 — пом. 6 січня 1896) — педагог, директор Феодосійського учительського інституту в 1879—1881 роках, директор Київського реального училища в 1885—1889 роках, дійсний статський радник (1886).

## Загальні відомості
Народився 1843 року в родині керівника Канцелярії Керчі, колезького асесора Олександра Івановича Лагоріо, сина Джовані (Івана) Лагоріо, який був братом неополітанського консула в Криму Феліче (Фелікса) Лагоріо.
Дядько Євгена Олександровича, Лев Феліксович Лагоріо, був відомим художником, представником кімерійської школи живопису. Троюрідний брат Лагоріо Олександр Євгенович (син Євгена Феліксовича) був знаним вченим-геологом, фахівцем у галузі петрографії.
Освіту здобув в Одесі в Рішельєвському ліцеї.
Після закінчення ліцею у 1865 році поступив на роботу в Керченське реальне училище молодшим викладачем математики. Невдовзі став інспектором цього училища. Також викладав математику в Олександрівській гімназії міста Керчі.
Згодом перейшов на роботу в Феодосійський інститут шляхетних дівчат директором інституту та вчителем російської мови.
1879—1881 — директор Феодосійського учительського інституту.
Потім був переведений на посаду директора Полтавського реального училища.
Від 1885 року був директором Київського реального училища, а також начальником жіночої гімназії Міністерства народної освіти.
Від 1889 до 1895 року був інспектором студентів Імператорського університету Святого Володимира.
1895 року ногороджений Орденом Святого Станіслава 1-го ступеня.
Помер 6 січня 1896 року в своїй київській квартирі від серцевого нападу. (За іншими даними помер 7 січня 1896 року.)

## Нагороди
- Орден Святого Станіслава 1-го ступеня (1895 р.).[11]